# Serianus serianus
Serianus serianus is een bastaardschorpioenensoort uit de familie van de Olpiidae. De wetenschappelijke naam van de soort is voor het eerst geldig gepubliceerd in 1923 door J. C. Chamberlin.